# Нийланд
Нѝйланд (на английски: Neyland) е град в Югозападен Уелс, графство Пембрукшър. Разположен е около десния бряг на устието на река Кледай в Ирландско море на около 150 km на северозапад от столицата Кардиф. На около 10 km на север от Нийланд се намира главният административен център на графството Хавърфордуест. На около 8 km на запад по крайбрежието на устието на река Кледай е най-големият град в графството Милфорд Хейвън. Има малко пристанище. Имал е жп гара от 15 април 1856 г. до 1964 г. Населението му е 3276 жители според данни от преброяването през 2001 г.

## Личности
Родени
- Сара Уотърс (р. 1966), британска писателка